# 베를린 북부선
베를린 북부선(독일어: Berliner Nordbahn)은 독일 베를린, 브란덴부르크주, 메클렌부르크포어포메른주를 지나는 전철화된 간선 철도 노선이다. 1877년에 개통되었으며, 베를린과 노이슈트렐리츠, 노이브란덴부르크, 슈트랄준트를 연결한다. 호엔 노이엔도르프-노이슈트렐리츠 구간은 복선이며, 나머지 구간은 단선이다. 베를린 시내부터 오라니엔부르크까지는 별도의 궤도로 베를린 S반 열차가 운행한다. 베를린 시내 구간의 장거리 열차 운행은 1952년에 중단되었으며, 서베를린에 일부 노선이 남아 있으나 영업 운행은 중단되었다. 따라서 장거리 열차는 베를린 외곽순환선과 베를린-슈체친선을 경유하여 베를린으로 진입한다.

## 역사

### 초기 계획

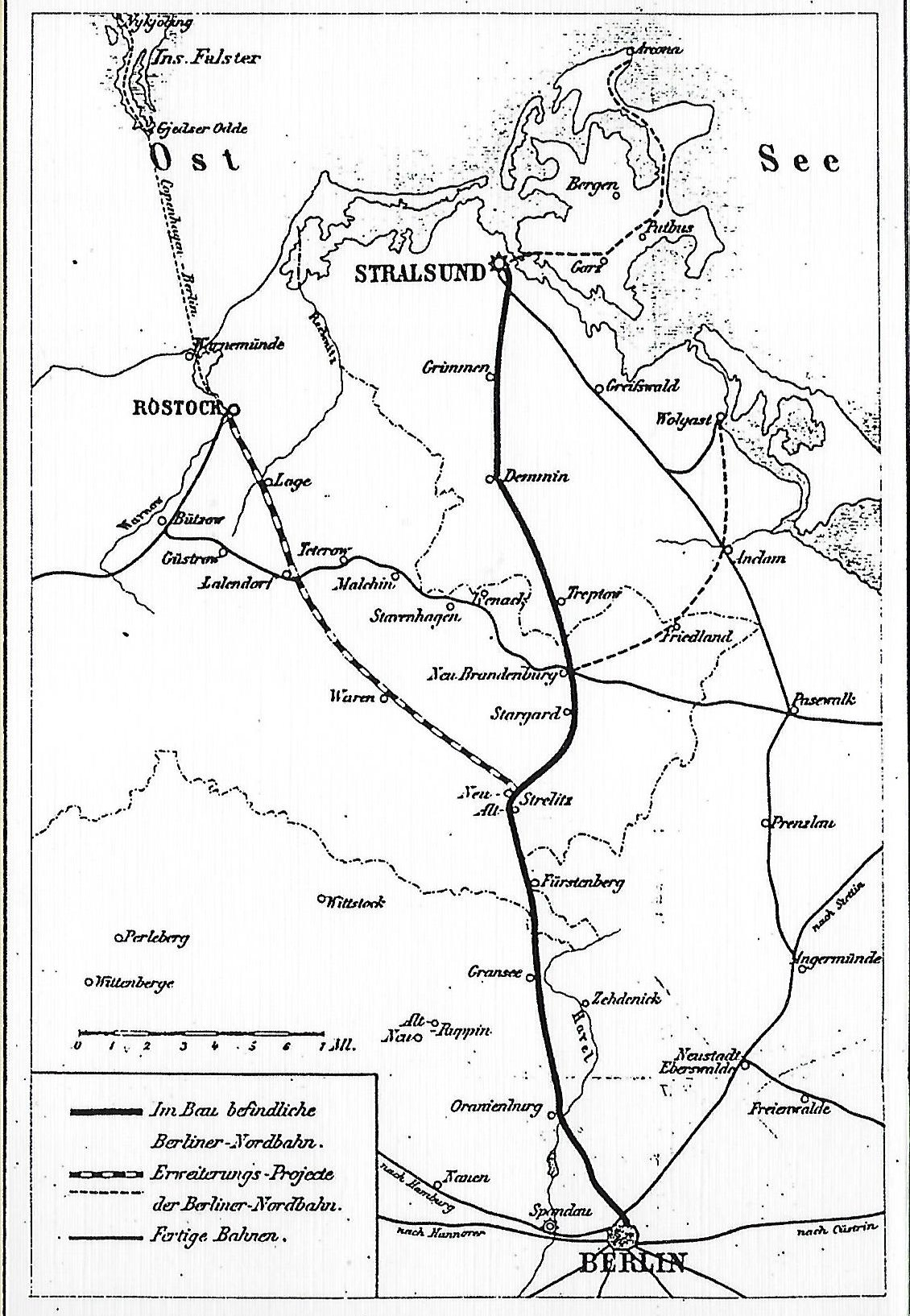
베를린 북부선 계획, 1873년

1844년에 슈트랄준트의 상인과 기업가는 베를린-노이슈트렐리츠-슈트랄준트 철도추진협회(Verein zur Erlangung einer Eisenbahn von Berlin über Neu-Strelitz nach Stralsund)를 결성했고, 같은 해에 베를린-슈트랄준트 철도 계획안(Vorläufige Ansichten über eine Berlin-Stralsunder Eisenbahn)을 발행했다. 협회에서는 노선 건설 출자금을 모금했다. 그러나 프로이센 관료 조직은 1840년대, 1850년대와 마찬가지로 이 계획안을 거절해서 철도추진협회의 노력은 일단은 실패로 돌아갔다. 1863년에 앙거뮌데-슈트랄준트선이 베를린-슈체친선의 지선으로 개통되며 프렌츨라우, 앙클람, 그라이프스발트, 슈트랄준트가 철도로 연결되었고, 1863년 10월 26일 앙거뮌데에서 온 첫 열차가 슈트랄준트 중앙역에 도착했다.
슈트랄준트 주민들은 베를린과의 직통 철도 노선 건설을 위한 베를린 북부 철도회사(Berliner Nord-Eisenbahn-Gesellschaft)를 새로 설립했으며, 1869년에 베를린 - 노이슈트렐리츠 - 슈트랄준트 - 아르코나 구간 철도 노선 계획안을 제안했다. 1870년에 프로이센과 메클렌부르크슈트렐리츠 대공국은 이 노선 건설안을 승인했다. 베를린 북부 철도회사는 재정난으로 인하여 1875년 12월 15일에 청산되었으며, 프로이센은 당시 건설 중이었던 노선을 인수하여 니더슐레지엔-마르크 철도회사의 주도로 공사를 계속 진행했다.

### 건설과 개통
이 노선은 세 단계로 나뉘어 개통했다.

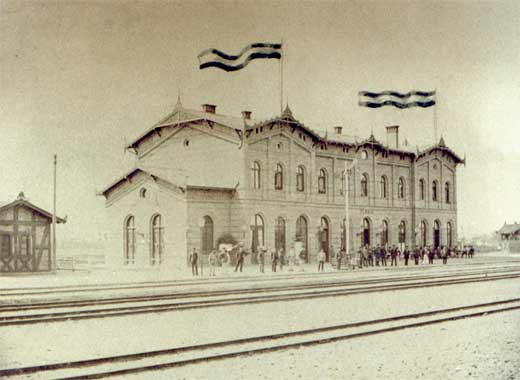
데민역, 1885년경

- 1877년 7월 10일: 베를린-오라니엔부르크-노이슈트렐리츠-노이브란덴부르크(134 km)
- 1877년 12월 1일: 노이브란덴부르크-데민(42 km)
- 1878년 1월 1일: 데민-슈트랄준트(47 km)

개통 초기에는 베를린 게준트브루넨역에서 출발한 열차가 베를린 순환선을 통해서 베를린 동역(니더슐레지엔-마르크 철도의 화물역)으로 운행했다. 1877년 10월 1일부터는 베를린 구 북역으로 화물 열차가 운행했다. 현재 이 부지에는 마우어파르크(Mauerpark) 공원이 조성되어 있다.
여객 열차는 1877년 12월 1일부터 베를린-슈테틴 철도회사(Berlin-Stettiner Eisenbahn)와의 계약으로 슈테틴역(1950년 이후 북역)을 사용했다. 1878년 1월 1일부터 슈트랄준트까지의 전 구간 운행이 시작되었다.
북부선이 건설되면서 연선상의 지자체 인구가 수십년간 계속 증가했다. 북부선(Nordbahn)이라는 이름은 지명(예: 글리니케/노르트반), 신문 제호(노르트반-나흐리히텐; Nordbahn-Nachrichten)에도 사용되었다.
19세기 말에는 프로이센 국영철도에서 게준트브루넨 일대 철도 시설을 개수했다. 개수 공사가 진행되었던 1892년부터 1898년까지는 슈테틴역 대신 여객 열차를 취급할 수 있는 시설이 설치된 베를린 북역에서 여객 열차를 취급했다. 순환선 열차와의 환승역은 게준트브루넨역 동쪽에 임시 승강장으로 설치된 게준트브루넨 (노르트반)역에서 취급했다.

### 1900년대의 근교선 전철화
오라니엔부르크 인근에는 전기 철도 시험용으로 1907년부터 1913년까지 교류 6300 V 25 Hz 가공 전차선으로 전철화된 1.76 km 길이의 환상선이 건설되었다.
1912년까지 게준트브루넨-프로나우 구간에 장거리 열차선과 분리된 근교선이 건설되었고, 철도 건널목을 줄이기 위하여 노반이 지상에서 제방으로 올라갔다. 1926년까지 순차적으로 프로나우-보르크스도르프 구간 근교선이 건설되었다. 이 과정에서 슈톨페역과 구 호엔 노이엔도르프역이 합쳐지면서 구 호엔 노이엔도르프역 남쪽에 현재의 호엔 노이엔도르프역이 건설되었다. 1925년부터는 베를린 게준트브루넨역부터 오라니엔부르크역까지의 구간이 베를린 S반의 제3궤조 직류 방식으로 전철화되었다.

### 제2차 세계 대전 이후

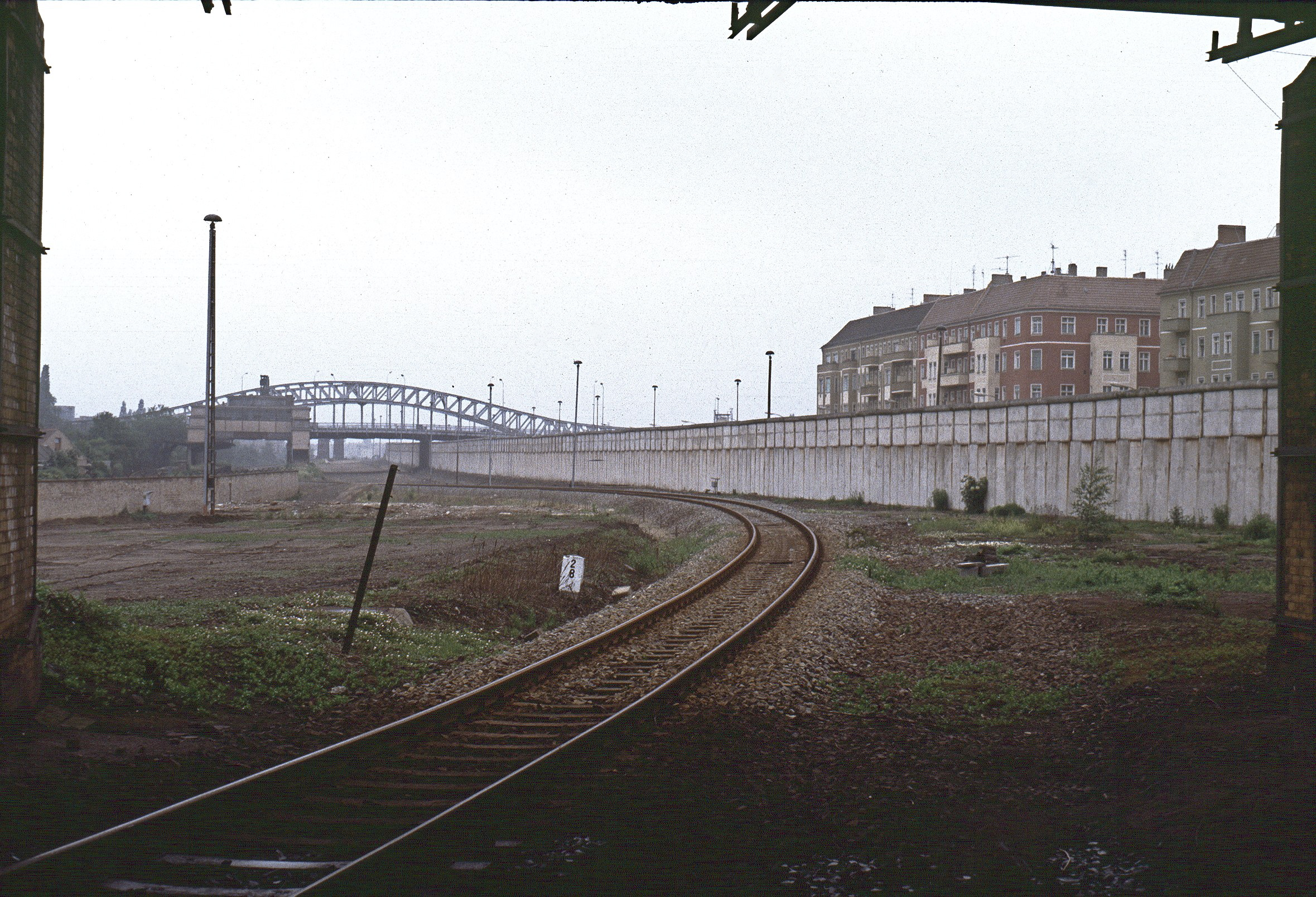
보른홀머 슈트라세역 이남의 북부선 노반, 1988년

1945년 여름에는 독일의 소련에 대한 전쟁 배상으로 북부선 열차선의 복선 궤도와 S반선의 빌헬름스루-보르크스도르프 구간의 복선 궤도가 징발되었다.
1950년에 슈테틴역이 베를린 북역으로 개칭되면서 구 베를린 북역도 에버스발더 슈트라세역으로 개칭되었다. 역 자체는 서베를린의 베딩구에 있었지만 에버스발더 슈트라세 도로는 동베를린에 있었다. 구 북역도 화물 영업은 계속 진행했다. 슈테틴역이 폐역되면서 베를린 북부선의 베를린 시내 장거리 열차 영업은 1952년 5월 18일부터 중단되었다. 이후 베를린 북부선의 장거리 열차는 카로 교차점 방면으로 진행했고, 초기에는 1950년에 개통된 베를린 카로-피히텐그룬트선을 경유했다가 1952년 말부터는 베를린 외곽순환선 경유로 조정되었고, 종착역도 베를린 리히텐베르크역 및 베를린 동역으로 변경되었다.
1961년 8월 13일 베를린 장벽이 건설되면서 프로나우-호엔 노이엔도르프 구간의 S반 영업이 단절되었다. 장벽 건설 이후 오라니엔부르크-호엔 노이엔도르프간 S반 운행은 다른 구간과 단절되어 있었으나, 베를린 외곽순환선의 호엔 노이엔도르프-블랑켄부르크간에 별도의 노선과 연결선이 건설되면서 1961년 11월부터 동베를린으로의 S반 운행이 재개되었다. 서베를린 지역에서는 독일국영철도에서 S반 운행을 계속 담당했다가 BVG에 영업권이 양도된 이후에도 1984년 1월 9일까지 계속 영업이 진행되었다. 1984년 1월부터 9월 30일까지는 S반 영업이 중단되었다. 1985년 개보수공사 진행 당시에는 S반 노선이 과거 열차선 노반의 일부에 설치되었다.
1983년부터 1984년까지 북부선의 남쪽 구간이 전철화되었다. 1984년 6월 2일 베를린-노이슈트렐리츠 구간이 전철화되었다. 전철 노선은 노이슈트렐리츠-바르네뮌데선의 로스토크 방면 열차가 주로 사용했다. 나머지 북부 구간은 1993년/1994년에 전철화되었다. 1993년 5월 23일부터 노이슈트렐리츠-노이브란덴부르크, 1994년 5월 29일부터 슈트랄준트까지의 전 구간 전철 운행이 시작되었다.

### 재통일 이후
재통일 이후 인구 희박 지역의 여러 소형역이 폐역되었고 일부는 버스 대체 수송으로 변경되었다.
1992년에 베를린 프로나우-호엔 노이엔도르프 S반 노선이 다시 연결되었고 오라니엔부르크까지 전 구간 S반 영업이 다시 시작되었다.
2011년 10월부터 바이트만슬루스트 전자식 신호소가 영업을 시작했고 베를린 쇤홀츠-호엔 노이엔도르프 구간(양 끝의 역 구내 제외)을 제어하게 되었다. 베를린 S반의 새로운 보안 장치인 ZBS가 도입된 최초의 구간이다.

### 베를린-로스토크 구간 개량
2007년 이후부터 비르켄베르더-노이슈트렐리츠 구간은 베를린-로스토크 구간 개량에 포함되었고, 시속 160 km로의 증속과 축중 25 t 열차가 운행할 수 있도록 개선되었다. 이 과정에서 전자식 신호소가 설치되었다.
198 km 구간의 개량 비용은 2012년 기준 8억 5000만 유로였다. 예산 중 5억 7700만 유로는 독일 연방정부, 1억 6700만 유로는 유럽연합 지역개발기금, 나머지 예산은 DB Netz AG의 자체 자금으로 충당했다.
개량 공사는 구간별로 진행되었다. 2007년 11월까지 뢰벤베르크 (마르크)-그란제 구간 공사가 진행되었고, 2009년 3월부터 11월까지 다넨발데-퓌르스텐베르크 구간 공사가 진행되었다. 두 구간 사이인 그란제-다넨발데 구간은 2011년 7월부터 2012년 8월까지 공사가 진행되었다.
2012년 9월 10일부터 2013년 6월 9일까지 오라니엔부르크-노이슈트렐리츠 구간이 폐쇄되었고 추가 공사가 진행되었다. 나센하이데 및 뢰벤베르크 일대의 습지 지반으로 인하여 노반 보강 공사가 진행되었다. 이 과정에서 지반까지 내려오는 말뚝 7,200개가 설치되었다. 퓌르스텐베르크-노이슈트렐리츠 구간에도 쇄석다짐말뚝 16,000개가 설치되었다. 궤도 63 km, 전자식 신호소 5개소가 설치되었다. 단선 재개통은 2013년 4월로 예정되어 있었으나 6월 9일로 연기되었다. 2013년 말 복선 운행이 재개되었다. 나센하이데, 그뤼네베르크, 뢰벤베르크역에는 새로운 승강장이 건설되었다. 공사 중 오라니엔부르크역 일대에서 제2차 세계 대전 당시의 불발탄이 처리되었다.
오라니엔부르크-나센하이데 구간은 2017년부터 개보수공사가 계획되어 있었고 그란제역 개보수공사가 포함되어 있다. 그란제역 개보수공사는 17개월간 진행된 끝에 2020년 초에 완료되었다. 1.6 km 구간 궤도가 축중 25 t 기준으로 개수되었고 전차선 및 보안 장치가 개선되었다. 새로운 역 광장, 자전거 주차장, 지하 통로 접근성 공사가 진행되었다.
오라니엔부르크, 퓌르스텐베르크 (하펠), 노이슈트렐리츠 중앙역은 2014년에서 2019년-2021년으로 착공이 지연되었다. 2017년에 퓌르스텐베르크 (하펠)역이 건축유산으로 지정되면서 개보수공사 계획이 변경되어 2025년 이전에는 착공이 불가능하게 되었다.
2022년에는 데민 근처의 페네강 철교가 개축되었다.

### 추가 계획
베를린 북부선의 시내 구간(보른홀머 슈트라세-빌헬름스루) 열차선 재건설 계획은 i2030네 포함되어 있다. 빌헬름스루에서 하이데크라우트선으로 운행하는 열차가 사용할 예정으로, 이를 통해서 게준트브루넨 방면으로 30분 배차 간격으로 운행할 예정이다. 보른홀머 슈트라세-쇤홀츠 구간 열차선은 복선으로 건설되고 쇤홀츠역에 건설될 예정인 유치선까지 전철화될 예정이다. 빌헬름스루까지는 비전철로 노선을 개통할 예정이며, 단선이나 복선 여부는 확정되지 않았다. 2024년까지 예산안이 확정될 예정이다. 건설 허가는 2024년 이후, 착공은 2027년 이후, 개통은 2030년으로 예정되어 있다.
장기 계획으로 베를린-비르켄베르더 구간의 직통 열차선이 포함되어 있다. 18.8 km 구간에 시속 160 km 대응이 가능한 규격으로 열차선이 계획될 예정이지만 일정은 확정되어 있지 않다. 단선으로의 열차선 재건설 타당성 조사만 진행되었다. 이 계획은 독일 연방교통계획 2030의 잠재적 수요로 포함되어 있으나 우선 순위가 높은 수요로 포함되어 있지는 않다.
비르켄베르더역에는 S반과 지역간 열차 승강장 분리가 계획되어 있다.
오라니엔부르크까지 전 구간에 10분 배차 간격 도입이 계획되어 있다. 프로나우-호엔 노이엔도르프 구간이 복선화될 예정이며 i2030에 포함되어 있다.

## 운영

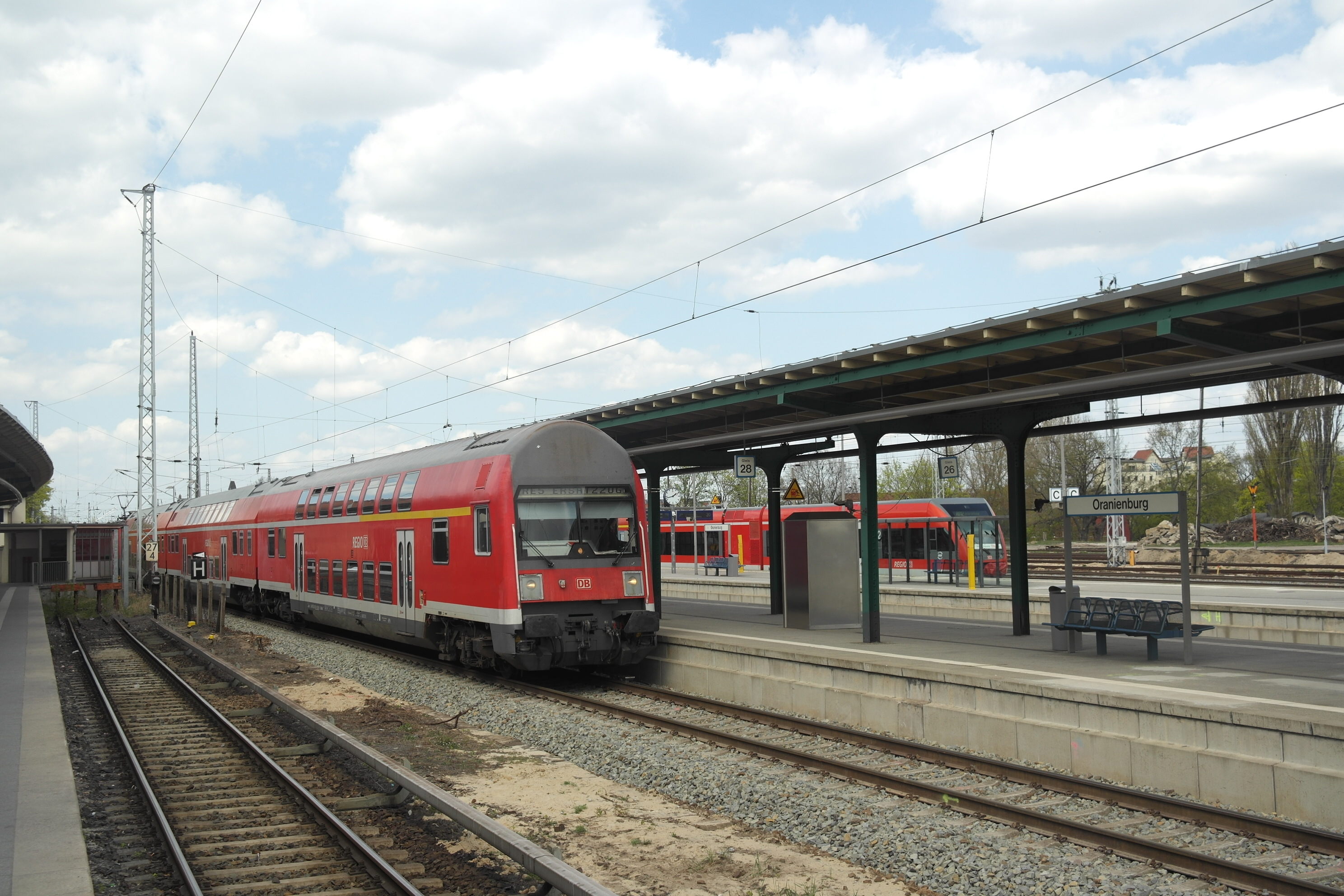
오라니엔부르크역에 정차한 RE 5, RB 12 열차, 2013년

베를린 순환선 교차점 이남의 구간은 폐선되었다. 베를린 순환선 교차점부터 보른홀머 슈트라세역까지 구간은 장거리, 지역간 열차, 화물 열차가 사용하며, 이들 열차는 슈체친선으로 계속 운행한다. 슈체친선 분기 이후 베를린 쇤홀츠역까지는 장거리 열차선이 존재하나, 크레멘선 방면으로의 비정기 화물 열차만 운행한다. 쇤홀츠역부터 호엔 노이엔도르프역까지의 장거리 열차선은 폐선되었으며, 베를린 S반 선로만 영업 중이다. 베를린 S반의 S1 노선은 오라니엔부르크역까지의 베를린 북부선 구간 전체를 운행하며, S25 노선은 순환선부터 쇤홀츠역까지, S85 노선은 순환선부터 바이트만슬루스트역까지, S8 노선은 호엔 노이엔도르프역부터 비르켄베르더역까지 구간을 운행한다.
호엔 노이엔도르프/비르켄베르더 일대에서는 장거리 열차선과 베를린 외곽순환선이 연결되며, 여기에서부터 로스토크 중앙역 및 슈트랄준트 중앙역 방면 RE 5 노선이 운행하기 시작하며, 오라니엔부르크까지는 헤니히스도르프 경유 포츠담 중앙역 방면 RB 20 노선이 운행한다. 뢰벤베르크까지는 RB 12 노선이 운행하며 이후 템플린 방면으로 분기한다. RB 54 노선은 비정기적으로 운행한다. 호엔 노이엔도르프-노이슈트렐리츠-로스토크 구간은 IC 열차 및 화물 열차가 운행한다.

## 참고 문헌
- Peter Bley (2002). 《Berliner Nordbahn – 125 Jahre Eisenbahn Berlin–Neustrelitz–Stralsund》. Berlin: Neddermeyer. ISBN 3-933254-33-7.
- Die Berliner Nordbahn. In: im Auftrag des Königl.-Preuss. Ministers der Öffentlichen Arbeiten herausgegeben: Berlin und seine Eisenbahnen 1846–1896. Springer, Berlin 1896. (Reprint: Verlag Ästhetik u. Kommunikation, Berlin 1982, ISBN 3-88245-106-8, S. 274–282)